# Tabányi Mihály-díj
A Tabányi Mihály-díjat a Harmonikások Országos Társasága alapította 2017. január 23-án, azon személyek, közösségek munkásságának méltó elismerésére, akik hosszú időn át folytatott tevékenységükkel kimagasló érdemeket szereztek a harmonika népszerűsítése, oktatása, a művészi harmonikázás területén.

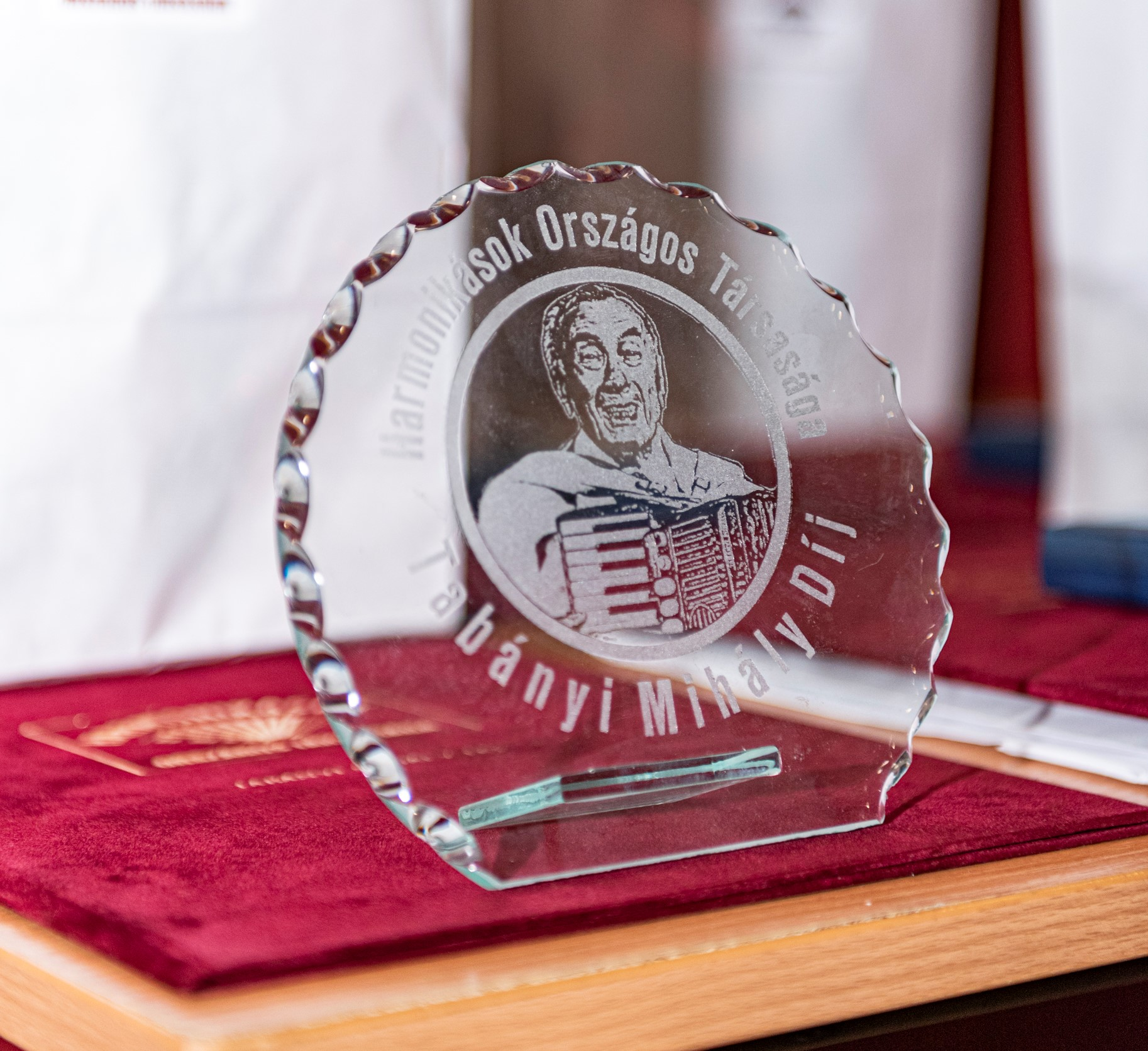
Tabányi Mihály-díj

## A díjról
Évente legfeljebb 3 díj adományozható, amelyek a Magyar Harmonikások Napja alkalmából rendezett ünnepi műsor keretében kerül átadásra.
A díj egy plakettből, és az adományozó okiratból áll.
A kitüntetés adományozására javaslatot tehetnek a Harmonikások Országos Társaságának Tagjai. Az odaítéléséről a Harmonikások Országos Társaságának Elnöksége dönt.
A kitüntetés átadásának feltétele, hogy a kitüntetett a díjat elfogadja, erről nyilatkozik, és azt személyesen átveszi. Indokolt esetben a kitüntetett megbízottja is átveheti a díjat.

## Díjazottak

### 2017
- Orosz Zoltán harmonikaművész
- Hufnágel Aladár harmonika tanár
- Kovács Péter harmonika tanár (posztumusz)

### 2018
- Demeniv Mihály harmonikaművész-tanár
- Szász Szabolcs harmonikaművész-tanár

### 2019
- Babicsek Bernát előadóművész
- Arany Zsolt harmonika tanár

### 2020
- Kéméndi Tamás harmonikaművész

### 2021
A Covid19 világjárvány miatt, ebben az évben nem osztottak díjakat.

### 2022
- Ernyei László harmonikaművész-tanár
- Csonka Emil harmonikás

### 2023
- Balogh József harmonikaművész

### 2024
- Juhos Melinda harmonikaművész-tanár

### 2025
- Nagy Anna harmonikaművész
- Csuka Marcell harmonikaművész (Junior díjazott)